# Benešovy dekrety

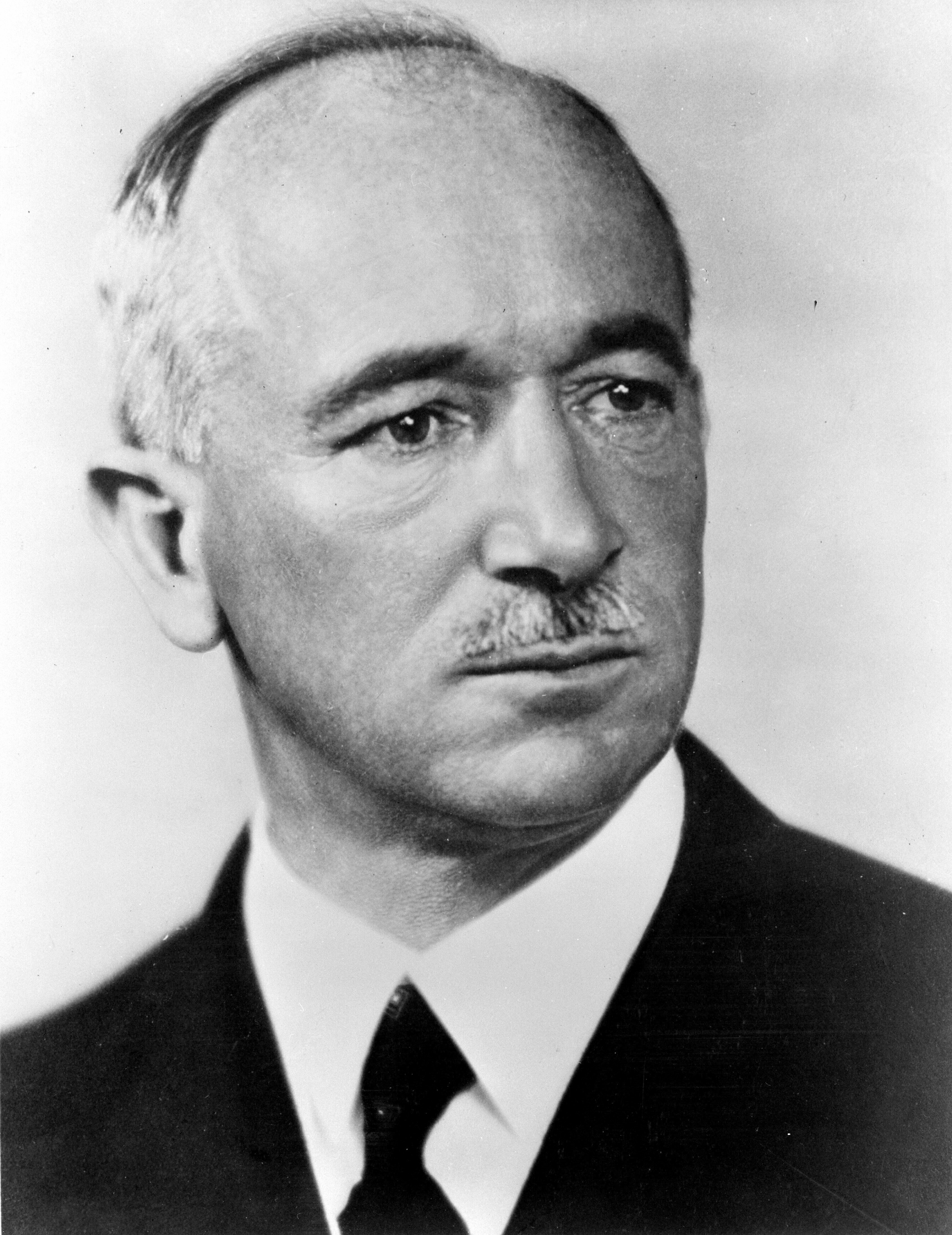
Edvard Beneš (1884–1948), po němž jsou dekrety pojmenovány

Tzv. Benešovy dekrety (slovensky: Benešove dekréty) představovaly formu zákonodárné činnosti v období ústavní nouze, kdy v důsledku druhé světové války nemohly řádně fungovat ústavní orgány Československé republiky podle Ústavní listiny z roku 1920 (ústavní zákon č. 121/1920 Sb.) ani podle celého tehdejšího československého právního řádu. Dekrety prezidenta republiky byly vydávány od vzniku prozatímního státního zřízení v roce 1940 ve Velké Británii, kde byl prezident republiky jakožto představitel zahraničního odboje uznán britskou vládou a postupně i dalšími státy protinacistické koalice. Obdobné normotvorné aktivity vyvíjely v průběhu druhé světové války také exilové vlády či exilové politické reprezentace jiných států, například Norska, Nizozemska, Polska, Belgie. 
Podle ústavního dekretu prezidenta republiky č. 2 ze dne 15. října 1940 o prozatímním výkonu moci zákonodárné (publikován pod č. 20/1945 Sb.) byly dekrety prezidenta republiky vydávány na základě návrhu vlády a zpravidla po slyšení Státní rady jako svébytného poradního politického orgánu. Dekrety byly vždy spolupodepisovány předsedou vlády a ministry pověřenými jejich provedením. 
Na tvorbě dekretů se dále podílela Právní rada  jako odborný právní orgán, a to až do svého zrušení, k němuž došlo (obdobně jako u Státní rady) po ustavení vlády Československé republiky v Košicích dne 4. dubna 1945. V období od 4. dubna 1945 do 27. října 1945 prezident Beneš dekrety spolupodepisoval výhradně na návrh vlády a v souladu s Košickým vládním programem Národní fronty. Dekrety tak byly v obou svých obdobích projevem kolektivní legislativní činnosti vlády, v žádném případě je nelze interpretovat jako výlučný výtvor a akt prezidenta Edvarda Beneše.
Celkem bylo vydáno 143 dekretů prezidenta republiky, z toho do března 1945 bylo 44 dekretů vydáno v zahraničí. Ústavním zákonem ze dne 28. března 1946 č. 57/1946 Sb., kterým se schvalují a prohlašují za zákon dekrety prezidenta republiky, byla potvrzena platnost všech dekretů a veškeré dekrety prezidenta republiky byly od jejich počátku prohlášeny za zákony a ústavní dekrety za ústavní zákony. Po jejich vydání byla řada dekretů prezidenta republiky měněna nebo rušena, takže v současné době je součástí právního řádu České republiky a Slovenské republiky pouze 9 dekretů prezidenta republiky vydaných v zahraničí a 48 dekretů prezidenta republiky vydaných na území Československa. 
Dekrety se zabývaly různými aspekty obnovy Československa a jeho právního systému, denacifikace a celkové hospodářské a kulturní rekonstrukce země. V publicistice a neodborných kruzích se často objevuje pojem „Benešovy dekrety“, který zavádějícím způsobem problematiku těchto právních předloh z období válečné ústavní nouze zužuje na otázku konfiskace nepřátelského německého majetku a postavení a vysídlení etnických Němců, Maďarů a dalších národností v poválečném Československu.   
Na základě mezinárodního kontextu (Jaltské konference z února 1945 a Dohoda o reparacích na konferenci v Postupimi v srpnu 1945) vydalo Československo dva konfiskační dekrety, které se týkaly majetku osob německé národnosti. Stalo se tak dekretem prezidenta republiky č. 12 ze dne 21. června 1945 a dekretem prezidenta republiky č. 108 ze dne 25. října 1945. Je třeba konstatovat, že nebyl konfiskován majetek těch osob, které zůstaly věrny Československé republice, nikdy se neprovinily proti českému a slovenskému národu a činně se zúčastnily boje za její osvobození nebo trpěly pod nacistickým nebo fašistickým terorem. Dotčeným osobám byla poskytnuta klasická procesní práva, včetně práva na odvolání; pravomocná deklaratorní rozhodnutí bylo možno napadnout stížností u Nejvyššího správního soudu. Oba tyto dekrety, stejně tak jako dekret o úpravě státního občanství viz níže, tak aplikovaly princip individuální odpovědnosti (nikoliv princip plošné kolektivní viny, na nějž často poukazují odpůrci dekretů).   
S poválečným vysídlením osob německé národnosti nepřímo souvisí ústavní dekret prezidenta republiky č. 33 ze dne 2. srpna 1945 o úpravě československého státního občanství osob národnosti německé a maďarské (č. 33/1945 Sb.). Na základě tohoto dekretu českoslovenští státní občané národnosti německé nebo maďarské, kteří podle předpisů cizí okupační moci nabyli státní příslušnosti německé nebo maďarské, pozbyli ze zákona ke dni 10. srpna 1945 československého státního občanství, pokud neprokázali, že zůstali věrni Československé republice, nikdy se neprovinili proti národům českému a slovenskému a buď se zúčastnili boje za osvobození České republiky nebo trpěli pod nacistickým nebo fašistickým terorem. Dekret tak uplatnil jednak princip kontinuity Československého státu, zároveň znamenal, že uvedeným osobám bude zachováno německé nebo maďarské státní občanství tím, že také aplikoval princip individuální odpovědnosti (nikoliv kolektivní viny). V právní rovině se nevztahoval na veškeré německé a maďarské obyvatelstvo (výjimku tvořili tzv. antifašisté, smíšené rodiny a dále životně důležití odborníci v průmyslu). Jeho realizace v praxi však mnohdy prvky uplatnění principu kolektivní viny naplňovala.   
Nucené vysídlení Němců včetně maďarského obyvatelstva z Československá probíhalo souběžně s násobně většími přesuny německého obyvatelstva z řady míst Evropy, ke kterým začalo docházet ještě před koncem druhé světové války (např. Východní Prusko, Pomořany, Slezsko a jihovýchodní Evropa). Rozhodnutí vítězných mocností na Postupimské konference 1945 tyto dosavadní přesuny vzalo na vědomí a zároveň v Článku XIII potvrdilo přesuny z Polska, Československa a Maďarska (výše zmíněný Ústavní dekret o úpravě československého státního občanství byl vydán až po vydání tohoto Rozhodnutí mocností v Postupimi, které položilo mezinárodní právní základ pro veškeré přesuny (zejména) německého obyvatelstva v rámci Evropy).    
Přesuny německého a maďarského obyvatelstva po druhé světové válce jsou všeobecně označovány třemi různě kontroverzními termíny: odsun, nucené vysídlení a vyhnání. Čeští historikové včetně ústavních právníků, kteří se touto etapou dějin zabývají/li (Staněk, Dejmek, Kuklík, Kvaček, Pavlíček, Čelovský) používají zpravidla označení "divoký odsun" (období tří měsíců do konference v Postupimi) a "organizovaný odsun" (období 1945-1951). V Česko-německé deklaraci z r. 1997 komise českých historiků označila období "divokého odsunu" nedokonavým videm "vyhánění" a několikaletý organizovaný odsun nahradila výstižnějším spojením nucené vysídlení (Zwangsaussiedlung) - tento termín byl použit v české verzi textu Deklarace. Německá strana v textu použila termín "vyhnání/Vertreibung". V současné době začíná v rámci celospolečenské spolupráce mezi Čechy a Němci převládat užívání konstruktivnější a méně kontroverzní terminologie pro označení těchto poválečných přesunů německého obyvatelstva z Československa: nucené vysídlení/Zwangsaussiedlung/Abschiebung.     
Dekrety prezidenta republiky byly vydány ústavním způsobem, ústavním způsobem potvrzeny a jsou platnou součástí českého právního řádu (Nález ústavního soudu České republiky č. 5/1995 Sb. z r. 1995). Ústavní soud potvrdil jejich platnost v době vzniku a jejich závaznost, tzn. že jimi nastolené změny zůstávají zachovány. Zkoumat, zda zůstávají platnou součástí českého právního řádu, odmítl, neboť jsou už právně neúčinné.

## Pozadí
Dekrety prezidenta republiky byly vydávány jako mimořádné řešení, když nebylo vzhledem k okupaci možné vykonávat zákonodárnou moc v souladu s Ústavní listinou.
Vláda Velké Británie považovala odsuny německých menšin za způsob, jak vyřešit národnostní problémy v Evropě, a uvažovala o této možnosti již na počátku druhé světové války. Vycházelo se ze zkušeností při výměně křesťanského a muslimského obyvatelstva mezi Řeckem a Tureckem po první světové válce a při přesunech obyvatel v rámci Britského impéria. Československá vláda v londýnském exilu, podobně jako jiné válkou zasažené země, nezávisle na britské vládě také zvažovala myšlenku a rozsah odsunu německé menšiny. Po nacistickém teroru proti českému obyvatelstvu, který byl rozpoután v reakci na atentát na Heydricha v červnu 1942, vyjádřila Velké Británie ústní podporu odsunu. Samotná realizace a legitimita odsunu byla odvislá od probíhajících jednání mocností,  které o územních změnách a významných poválečných přesunech německého obyvatelstva v rámci Evropy intezivně jednaly od r. 1943 (Moskevská konference ministrů zahraničí v Moskvě, Teheránská konference) a Postupimská konference v r. 1945.
Poválečné vysídlení osob německé národnosti z Československa bylo realizováno na základě rozhodnutí tří velmocí na Postupimské konferenci v srpnu 1945. Dokument přijatý na této konferenci představuje mezinárodně právní základ pro odsun. Vysídlení osob německé národnosti z Československa mělo oporu v mezinárodním právu a není předmětem dekretů prezidentů republiky. Žádný dekret prezidenta republiky se odsunu německého obyvatelstva netýkal. Článek XIII Postupimské dohody stanovil, že německé obyvatelstvo nebo jeho složky, nacházející se v Polsku, Československu a Maďarsku, bude třeba přemístit do Německa. Vlastní provedení tohoto přesídlení, též v součinnosti s Kontrolní radou v Německu a Spojeneckou komisí v Rakousku, bylo nutně v působnosti národních orgánů těchto států. Zároveň článek XIII Postupimské dohody stanovil, že odsun musí být prováděn spořádaným a humánním způsobem. Je smutnou skutečností, že zejména v počátcích realizace tohoto opatření docházelo někdy k excesům.
Dekrety vydané prezidentem Edvardem Benešem je možné rozdělit do tří částí:
1. 1940–1944: Tyto dekrety byly vydány v exilu v Londýně. Upravují především vytvoření československé exilové vlády a jejích orgánů (včetně armády) a jejich organizací.
2. 1943–1945: Vydány také v londýnském exilu. Upravují především převzetí kontroly osvobozeného území Československa od spojeneckých armád a organizace poválečné československé vlády.
3. 1945 duben–1945 říjen: Dekrety vycházející z návrhů uvedených v Košickém vládním programu, který byl oficiálně čs. vládou přijat v dubnu 1945 v Košicích,[7] připravovaném komunisty v Moskvě od konce roku 1944.[8][9]

## Debaty
Česká republika vyjádřila v Česko-německé deklaraci lítost, že poválečným vyháněním, jakož i nuceným vysídlením sudetských Němců z tehdejšího Československa, vyvlastňováním a odnímáním občanství bylo způsobeno mnoho utrpení a křivd (v německé verzi Unrecht – bezpráví) nevinným lidem, a Česká republika lituje nepotrestání excesů, které při vysídlování proběhly.
Bývalý český premiér Bohuslav Sobotka prohlásil, že česká vláda „nevidí důvod pro jakékoliv zpochybňování Benešových dekretů a pro jakékoliv otevírání této otázky.“ Podle předsedy Sudetoněmeckého krajanského sdružení Berndta Posselta patří Benešovy dekrety na „smetiště dějin“.
V roce 2019 byl soudně potvrzen restituční nárok vdově po Karlovi des Fours Walderode, který jako Němec přišel o majetek na základě Benešových dekretů. Podle prezidenta Zemana došlo tímto rozhodnutím k prolomení Benešových dekretů.
Sporná je také konfiskace majetku členů lichtenštejnské knížecí rodiny, kteří se v roce 1930 přihlásili k německé národnosti a hlava jejich rodiny, vládnoucí kníže František Josef II., údajně spolupracoval se Sudetoněmeckou stranou, v době druhé světové války však měli členové rodu lichtenštejnskou státní příslušnost a Lichtenštejnské knížectví bylo neutrálním státem. Významnou okolností je rovněž skutečnost, že manželka panujícího knížete Elsa von Gutmann byla židovského původu. Po anexi Rakouska nacistickým Německem byla nucena odejít do švýcarského exilu, kde krátce po válce zemřela.